# プロバイオティクス
プロバイオティクス（英: probiotics）とは、人体に良い影響を与える微生物（善玉菌）、または、それらを含む食品・飲料・製剤（整腸剤）のこと。

## 概要
人間は体内の微生物のバランスを崩すと病気になるという概念から、体内環境を整えるために、乳酸菌・ビフィズス菌・酪酸菌・糖化菌などの善玉菌を食品・飲料・製剤から摂取することで、消化器系（小腸と大腸）のバランスを改善し、病気の治療および病気の発生を未然に抑えることができるとされる。製剤の場合は整腸剤として販売されている。この考えは、アンティバイオティクス（抗生物質）の副作用や、抗生物質によって生まれた耐性菌の発生に対する批判から生まれたものである。プロバイオティクスという言葉自体はそれ以前から使われているが、1989年のR. Fullerの定義「腸内微生物のバランスを改善することによって宿主動物に有益に働く生菌添加物」、そして、2002年のFAO/WHOガイドラインの定義「適切な量を摂取した際に宿主の健康に有益な効果をもたらす生きた微生物」が定義として広く使われている。善玉菌の重要性自体は20世紀初頭にイリヤ・メチニコフが提唱している。
プロバイオティクスは気分と認知機能を改善するだけでなく、アレルギー、関節炎、喘息、癌、うつ病、心臓病、胃腸（GI）の問題などのさまざまな健康状態も改善する。善玉菌は消化を助けるだけでなく、免疫システムを高めて、感染症、制御不能な炎症、下痢、慢性便秘、過敏性腸症候群などのさまざまな問題と戦うのに役立つ。
プロバイオティクスはヨーグルト、紅茶キノコ、キムチ、ケフィア、テンペ、ピクルス、味噌、低温殺菌されていないザワークラウト、酢の代わりに塩漬けの漬物、加熱されていないチーズなどの発酵食品に含まれる。一部の発酵食品は、ビールやワインのようにプロバイオティクスを除去したり、ベーキングや缶詰のように不活性にする手順を実行する。ただし、ほとんどの発酵食品はプロバイオティクス食品でもある。

## 善玉菌
- 乳酸菌（ラクトミン）
  - ラクトバチルス・デルブルエッキイー
    - ブルガリア菌 - 整腸作用や腸内の有害物質の生成を抑える効果
    - 1073R-1乳酸菌 - 菌体外に産生する多糖体により免疫力が高まり風邪をひきにくくなる

  - ラクトバチルス・ヘルベティカス
    - カルピス菌 - 乳酸菌と酵母を含む複数の微生物の共同体[9]
    - 乳酸菌ヘルベ[10]

  - ラクトバチルス・ガセリ
    - LG21乳酸菌 - 人由来、ピロリ菌撃退に効果的
    - ガセリ菌SP株 - 小腸に長く留まり、メタボ解消効果

  - ラクトバチルス・カゼイ
    - ラクトバチルス・カゼイ・シロタ株 - 小腸の下部で働く 便秘・下痢解消や免疫力UP、発ガン性物質の生成を抑える

  - ラクトバチルス・ロイテリ
    - ラクトバチルス・ロイテリ菌ATCC 55730 - チチヤス乳業 ロイテリ菌ヨーグルト 天然の抗生物質ロイテリンを分泌する多機能な菌株

  - ラクトバチルス・ジョンソニ
    - LC1乳酸菌 - ピロリ菌を減少

  - ラクトバチルス・ラムノースス
    - LGG乳酸菌 - 整腸作用、有害物質や発ガン性物質の生成が減少
    - L8020乳酸菌 - 口腔悪玉菌の増殖抑制

  - ラクトバチルス・プランタラム
    - ぬか漬け、しば漬け、キムチ、ザワークラウト、サワーブレッド 美味しい酸っぱさのもと

  - ラクトバチルス・ブレビス
    - ラクトバチルス・ブレビス・KB290（ラブレ菌） - 整腸作用があるうえ、カロリーが低い
    - 漬け物、キムチ 香り付け

  - ラクトコッカス・ラクティス
    - クレモリス菌 - 便秘の改善、抗腫瘍（しゅよう）作用、免疫力UP、コレステロール低下

  - エンテロコッカス・ファエカリス
    - フェカリス菌FK-23株 - C型肝炎治療、抗ガン作用、抗ガン剤の副作用軽減などの特許取得

  - ラクトバシラス・サリバリウス
    - 乳酸菌LS1 - 歯周病原菌を抑制、口腔内細菌叢の正常化

  - テトラジェノコツカス・ハロフイルス - 耐塩性が強い、独特の風味
  - ペディオコッカス・ペントサセウス - 耐酸性、耐塩性が強い
- ビフィズス菌
  - ビフィドバクテリウム・ラクティス
    - BE80菌 - 最も胃酸に強いビフィズス菌[11]
    - ビフィドバクテリウム・ラクティスBb-12
    - ビフィズス菌LKM512 - 整腸作用、アトピー性皮膚炎軽減、寿命伸長効果[12]

  - ビフィドバクテリウム・ロンガム[13]
    - ビフィドバクテリウム・ロンガムBB536 - ヨーグルトになった初のビフィズス菌 抗アレルギー効果[14]

  - ビフィドバクテリウム・ブレーベ[15]
    - ビフィドバクテリウム・ブレーベ・ヤクルト株
- 酪酸菌
  - クロストリジウム・ブチリカム
    - 宮入菌[16]
- 糖化菌
  - バチルス・サブティリス
    - 納豆菌 - 納豆

| 細菌         | 働く場所   | 産生物     | 備考                               |
| ------------ | ---------- | ---------- | ---------------------------------- |
| 糖化菌       | 小腸上部   | アミラーゼ | 乳酸菌・ビフィズス菌の増殖を助ける |
| 乳酸菌       | 小腸～大腸 | 乳酸       | 酪酸菌の増殖を助ける               |
| ビフィズス菌 | 大腸       | 乳酸と酢酸 |                                    |
| 酪酸菌       | 大腸       | 酪酸と酢酸 |                                    |

4種の善玉菌は効果も異なるため、整腸剤では複数配合されている場合がある。例えば、下記の整腸薬やサプリメントでは以下のように配合されている。
| 整腸薬やサプリメント                                          | 区分           | 乳酸菌 | ビフィズス菌 | 酪酸菌 | 糖化菌 |
| ------------------------------------------------------------- | -------------- | ------ | ------------ | ------ | ------ |
| ビオスリーHi錠                                                | 指定医薬部外品 | ○      | ×            | ○      | ○      |
| 強ミヤリサン錠                                                | 指定医薬部外品 | ×      | ×            | ○      | ×      |
| 新ビオフェルミンS錠                                           | 指定医薬部外品 | ○      | ○            | ×      | ×      |
| PHARMA CHOICE 整腸薬                                          | 指定医薬部外品 | ○      | ○            | ×      | ×      |
| エビオス整腸薬                                                | 指定医薬部外品 | ○      | ○            | ×      | ×      |
| ガスピタンa                                                   | 第3類医薬品    | ○      | ○            | ×      | ×      |
| 太田胃散整腸薬                                                | 第3類医薬品    | ○      | ○            | ○      | ×      |
| ディアナチュラスタイル 乳酸菌×ビフィズス菌+食物繊維・オリゴ糖 | サプリメント   | ○      | ○            | ×      | ×      |
| マルチプロバイオティクスサプリメント                          | サプリメント   | ○      | ○            | ×      | ×      |
| ビヒダス                                                      | サプリメント   | ×      | ○            | ×      | ×      |
| ビオナス 乳酸菌サプリメント                                   | サプリメント   | ○      | ○            | ○      | ○      |
| カルピス アレルケア                                           | サプリメント   | ○      | ×            | ×      | ×      |